# Abu Shoyá Esfahaní
Abu Shoyá Esfahaní (Basora, 1042/43-¿?) fue un notable alfaquí persa shafií del siglo XI. Nació en Basora (actual Irak) en el seno de una familia originaria de Ispahán. 
Abu Shoyá enseñó la jurisprudencia shafií durante más de cuarenta años en Basora, donde ejerció también como cadí. Se sabe que estaba en vida en 1106-1107, si bien se desconoce la fecha de su muerte. 
Es autor de un breve compendio de doctrina jurídica shafií titulado al-Ġāya fi-l-Ijtiṣār que marcó el inicio de una de las tradiciones relevantes de la jurisprudencia shafií, siendo objeto de gran número de glosas y comentarios entre los siglos XIII y XIX, y de traducciones al francés y al alemán en el XIX. 